# Childrens Hospital
Childrens Hospital é uma série de televisão dos Estados Unidos, criada e estrelada por Rob Corddry, uma sátira ao gênero médico na qual o comediante interpreta o Dr. Blake Downs, um médico incompetente, mas com boas intenções. Ele acredita que o melhor remédio para curar um paciente é o riso. Por isso, usa uma máscara de palhaço improvisada, com a qual percorre os corredores de um hospital infantil contando piadas impróprias e muitas vezes sem graça. Os demais médicos não são exemplos para nenhum de seus pacientes. O piloto foi filmado em locações no North Hollywood, Califórnia, no verão de 2008. É uma produção do site WB que teve 10 episódios de sua primeira temporada exibidos na televisão. O canal Adult Swim, que pertence ao grupo do Cartoon Network, apostou na aceitação da série com a produção de 12 episódios para a segunda temporada, a qual estreou no dia 11 de julho de 2010. Dessa forma, não haverá interrupção na exibição da série.
A webserie surgiu em dezembro de 2008, tendo ganho o Webby Award, prêmio oferecido às melhores produções da Internet. Sua transição para a televisão poderia ter ocorrido mais cedo caso as negociações com o Comedy Central tivessem sido bem sucedidas. Quando nenhuma das partes chegaram a um acordo, o projeto foi oferecido ao Adult Swim, um canal que surgiu em 2001, como um bloco de programas voltados para o público adulto, dentro do Cartoon Network.
No elenco, os atores Lake Bell (Dr. Cat Black), de How to Make it in America e Boston Legal; Ken Marino (Dr. Glenn Richie), de Party Down; Rob Huebel (Dr. Owen Maestro), Erinn Hayes (Dr. Lola Spratt), de Worst Week, e Ed Helms (Dr. Ed Helms), de The Office. A webserie também conta com as participações de Megan Mullally, de Will & Grace, que interpretou a chefe do hospital; de Henry Winkler, de Happy Days, como o Dr. Sy Mittleman; e de Michael Cera, de Arrested Development, como Sal Viscuso. O último episódio da temporada exibida na Internet contou com a participação especial de Eva Longoria, de Desperate Housewives.
A série satiriza dramas hospitalares como House, Scrubs, Grey's Anatomy, Private Practice, Chicago Hope e ER com cenas de médicos com pacientes menores de idade e uma médica do sexo feminino aleijada forçada a andar com duas muletas.

## Elenco e personagens

### Principais
- Dr. Blake Downs (Rob Corddry) - O protagonista. Faz seu trabalho usando maquiagem de palhaço e um esfregão cirúrgico ensanguentado. Ele acredita no "poder de cura pelo riso", em vez da medicina. As perspectivas do personagem com a medicina são uma paródia ao filme Patch Adams com Robin Williams, sua maquiagem de palhaço às vezes assusta as crianças doentes, e, ironicamente, usa um estilo muito semelhante de se disfarçar como o criminoso John Wayne Gacy como "Pogo the Clown".
- Dr. Cat Black (Lake Bell) - ex-namorada de Glenn Richie, que tem uma queda por seu companheiro de quarto Lola Spratt. As coisas ficaram difíceis com Lola quando o gato acidentalmente espirrou nela ao fazer insinuação sexual. Ela narra a história, vagando pelo hospital, com pensamentos falsos como os personagens de Scrubs e Grey's Anatomy. Cat começa a namorar Nicky, um menino de seis anos de idade com doença do envelhecimento, e morre ao dar à luz ao seu filho. Em "The Sultan's Finger", no entanto, é revelado que ela não morreu, mas de alguma forma perdeu todos os seus conhecimentos médicos prévios.
- Dr. Glenn Richie (Ken Marino) - um médico judeu ortodoxo e ex-namorado de Cat Black. Sempre usa um quipá sobre a cabeça.
- Dr. Owen Maestro (Rob Huebel) - um médico estúpido e ex-namorado de Lola Spratt. Ele é um ex-policial de Nova York que deixou o cargo depois do 11 de setembro de 2001. Seu ex-parceiro Briggs está constantemente tentando convencê-lo a voltar para a polícia.
- A Chefe (Megan Mullally) - a cabeça do pessoal do hospital que fica só sentada. Os membros da equipe masculina no hospital muitas vezes fazem comentários sobre sua atração sexual por ela. Uma paródia de Kerry Weaver da série ER. Ela tem uma queda por Sy Mittleman mas publicamente age como se o odiasse tanto que o pessoal acha que está do seu lado na luta contra ele. Em um episódio da 2ª temporada, Lizzy Caplan interpreta a filha do chefe, dona de sua própria imobiliária.
- Dr. Lola Spratt (Erinn Hayes) - colega de quarto de Cat e ex-namorada de Owen Maestro. Cat é obcecado por ela. Lola rompeu com Owen, fingindo que tinha um tumor, mas começou a acreditar que ela estava falando sério. Lola forjou sua morte, no final da 1ª temporada porque quebrou depois de receber muitos e-mails. Ela reaparece no hospital na 2ª temporada, mas ninguém sabe explicar como ela inventou essa morte e todos acham que é um fantasma. Quando finalmente revela que não é um fantasma, diz que é um ventríloquo dotado, fingindo morrer na mesa de operação, imitando um estranho zumbido.
- Dr. Valerie Flame (Malin Akerman) - substituiu Cat depois de sua morte no segundo episódio da 2ª temporada, assumindo a função de narrar a história.
- Sy Mittleman (Henry Winkler) - O administrador. Ele dirige a empresa de seguros do hospital. Coleciona borboletas e parece ter uma obsessão sexual com elas. É objeto de grande desprezo pelos funcionários. Mittleman frequentemente tem de resistir a ver a chefe. Ele é casado com filhos e não tem vontade de começar outro relacionamento, mas cedeu a seus encantos no episódio, "Hot Enough for You?".

### Secundários
- Sal Viscuso (Michael Cera) - (apenas voz), o funcionário do hospital nunca visto que fala no interfone. Normalmente fala uma linha por episódio, com um non sequitur. O nome do personagem é uma homenagem a um dos atores (Sal Viscuso) que dublou o locutor na série de TV M*A*S*H.
- Briggs Officer Chance (Nick Offerman) - ex-parceiro de Owen Maestro, um policial bigodudo de Nova York.
- Little Nicky (Nick Kroll) - um menino com uma rara doença de envelhecimento, e mais tarde o pai da criança de Dr. Black. Little Nicky sofre tendências de um homem idoso quando sua doença atinge estágios avançados. A doença toma vida na segunda temporada. Kroll também faz o filho do Dr. Black, que também sofre com a doença do envelhecimento.
- Dr. Jason Mantzoukas (Nathan Corddry) e Dr. Ed Helms (Ed Helms) - dois médicos que costumam aparecer juntos e fazer comentários sexuais sobre a chefe.
- Dr. Max Von Sydow (John Ross Bowie) - um médico que tenta curar a condição do chefe.
- Dr. Nate Schacter (Seth Morris) - outro médico vestido de palhaço com quem o Dr. Blake Downs tem uma rivalidade.

'Chet' *(Brian Huskey) - o cara assustador EMT que tem uma queda pela chefe.
- Nurse Dori (Zandy Hartig) - mãe de Nicky que não aprova o relacionamento de Cat com seu filho. Quando Nicky morre na segunda temporada, Dori começa a trabalhar no hospital. Ela também trabalha servindo comida no refeitório do hospital.
- Ben Hayflick (Kurtwood Smith) - chefe da Divisão Nacional de Saúde que está tentando encontrar a cura do câncer de modo que sua organização não perca todo o dinheiro que recebe para a pesquisa.

## Local
A produção do piloto do programa ocorreu no balneário de North Hollywood, no mesmo hospital usado para filmar os Scrubs e vários outros filmes e programas de televisão.
Uma paródia do episódio ao vivo de ER, no final da segunda temporada (exibido em 7 de novembro de 2010) foi exibido numa transmissão ao vivo.
Em 1 de outubro, o Cartoon Network anunciou a terceira temporada composta por 14 novos episódios.

## Recepção
De acordo com comerciais exibidos na Adult Swim durante a semana de 12-18 de setembro de 2010, Childrens Hospital recebeu a maior audiência a cabo em sua data de estréia. Na sexta-feira, foi visto por 525 mil espectadores, enquanto no domingo por mais de 551 mil.